# Saro Cutty Sark
El Saro A.17 Cutty Sark fue un avión anfibio británico del período comprendido entre la Primera y la Segunda Guerra Mundial, construido por la firma británica Saunders-Roe (también conocida como SARO). El avión recibió su nombre por el barco Cutty Sark, no por la prenda de ropa o la bruja ficticia.
El Cutty Sark era un monoplano anfibio de cuatro plazas con alas semialtas, casco totalmente metálico y alas revestidas de contrachapado. Los motores, montados sobre pilones, se podían cambiar fácilmente, y se utilizaron diversos motores para propulsarlo, incluyendo los Cirrus Hermes Mk 1 de 104 hp y De Havilland Gipsy II de 120 hp. El Saro A.19 Cloud se derivó del Cutty Sark.
Sólo se construyeron 12 Cutty Sark, y ninguno duró mucho tiempo en servicio, pero el modelo, sin embargo, lo estuvo con muchos usuarios en el Reino Unido, Australia, Canadá, Nueva Zelanda, China, Japón y la República Dominicana.

## Diseño y desarrollo
En 1928, Sir Alliot Verdon Roe vendió Avro. Compró una participación en S.E. Saunders, constructor de hidrocanoas con sede en Cowes, Isla de Wight, al sur de Inglaterra; la empresa pasó a llamarse Saunders-Roe. El primer proyecto de la empresa renombrada que alcanzó la producción en serie fue el A.17 Cutty Sark. Se trataba de un hidrocanoa comercial bimotor de cuatro plazas. Aunque estaba diseñado principalmente para aterrizar y despegar desde el agua, el Cutty Sark también podía utilizar ocasionalmente instalaciones terrestres, para lo cual el fabricante podía suministrar un sistema anfibio que se acoplaba a diversos puntos de fijación de la estructura.
En términos de propulsión, el Cutty Sark podría estar equipado con numerosos sistemas de motores que desarrollarían una potencia total de alrededor de 200 hp. Normalmente, estaría propulsado por un par de motores montados en configuración tractora dentro de góndolas separadas ubicadas sobre el ala; esta ubicación era fácilmente accesible a flote. Para evitar una ineficiencia excesiva y garantizar un margen de seguridad suficiente en caso de un aterrizaje forzoso, se especificó que la carga del hidroavión no debía exceder los 106 lb por hp. Los motores podían arrancarse desde la posición sentada del piloto en la cabina de vuelo mediante un sistema de encendido por aire comprimido, que comprendía un compresor compacto movido por el motor, un depósito, vaporizadores de combustible, distribuidores y controles remotos. El sistema de lubricación estaba completamente contenido dentro del motor, el cárter seco tenía una capacidad de dos galones mientras que un indicador en el costado del cárter mostraba la cantidad de aceite presente.
El combustible se almacenaba principalmente en las alas; los depósitos alares suministraban combustible a los motores a través de un par de depósitos de gravedad, con capacidad para media hora de vuelo, ubicados directamente detrás de los motores. Las llaves de paso de combustible instaladas en los depósitos de gravedad podían ser accionadas remotamente por el piloto. Los depósitos de gravedad estaban protegidos por un deflector ignífugo. Tanto las tuberías como los depósitos estaban relativamente aislados de la mayoría de las fuentes de ignición para reducir el riesgo de incendio, en particular para el casco y sus ocupantes; por esta razón, no se permitían tuberías de combustible dentro del casco. La confianza en estas medidas de prevención de incendios era tal que se permitía fumar dentro de la cabina.
El ala del Cutty Sark era una unidad única en voladizo, compuesta íntegramente de madera, con una parte sustancial de tres capas. Gracias a su método de construcción, el ala era estanca, lo que le permitía hacer flotar a todo el hidroavión; además, en caso de fallo del estabilizador lateral, la punta del ala podía realizar la misma función. Estas características reforzaban la seguridad del hidroavión, especialmente en el agua. La estabilidad lateral se veía considerablemente afectada por la presencia de los flotadores, compuestos de alclad y construidos con métodos similares a los del casco. Un tren de aterrizaje especial, compuesto por un eje hueco integrado en el casco, en el que se podía insertar un eje desmontable con ruedas de aluminio, facilitaba la varada. El despliegue de este tren se realizaba mediante palancas en la cabina.
El estabilizador, los elevadores y el timón eran de acero soldado y estaban recubiertos de tela. El empenaje era considerablemente diferente, ya que estaba construido a partir de la cola del casco y estaba compuesto de duraluminio; contaba con un panel lateral extraíble para acceder a los controles. Tanto el elevador como el timón contaban con superficies de control de vuelo compensadas; el primero se accionaba mediante un eje de torsión que atravesaba el empenaje, mientras que el segundo se distribuía mediante cables conectados directamente al casco. El ajuste de la velocidad de incidencia del estabilizador se realizaba mediante un gato de tornillo, accionado a su vez por cables desde un volante operado por el piloto. Toda la estructura de acero era inoxidable o cadmiada, mientras que todos los remaches de duraluminio, así como el aluminio utilizado en la capota, contaban con tratamiento anódico.
El casco estaba compuesto de una combinación de duraluminio protegido con alclad, lo que lo hacía relativamente resistente a la corrosión. El diseño del fondo de planeo del hidrocanoa, que ofrecía una resistencia bastante baja y un funcionamiento relativamente limpio (esto último debido a la forma de la proa), estaba fuertemente influenciado por la experiencia adquirida en hidrocanoas anteriores. Un compartimento de almacenamiento para equipos como el ancla y otros aparejos marinos, con una escotilla abatible, se ubicaba en la proa. El tamaño del casco permitía un amplio espacio para la cabina, completamente cerrada y con capacidad para cuatro personas. La ventana corredera de estribor, en combinación con una sección del techo corrediza transversalmente, era el principal medio de acceso a la cabina; el marco de la ventana funcionaba como un escalón al que se podía acceder fácilmente desde un bote auxiliar amarrado al costado.
La pantalla frontal de la cabina, fija, estaba compuesta de vidrio triplex; tenía paneles laterales deslizables que permitían al piloto asomarse y mirar hacia abajo y hacia adelante con relativa facilidad, una característica particularmente útil durante el aterrizaje, así como al maniobrar en el agua. El piloto tenía una excelente visibilidad externa, a pesar de que la cabina estaba completamente cerrada, gracias a que la parte frontal, los laterales y el techo estaban compuestos de vidrio o celofán. Tanto los asientos como los laterales de la cabina estaban tapizados; los asientos estaban dispuestos para acomodar una isla central, cuyo piso era más bajo que el de debajo de los asientos. El piloto estaba sentado a babor; había controles de vuelo duales desmontables disponibles, lo que permitía que un segundo piloto también se sentara en el asiento delantero de estribor. Estos controles de vuelo se basaban principalmente en palancas, junto con una barra para ajustar el timón y un control de aceleración montado centralmente en el tablero, al alcance de ambos pilotos. Un panel de techo triangular sobre el tablero de instrumentos brindaba suficiente espacio para que el piloto se pusiera de pie a través de la abertura, con el fin de recoger el amarre mientras permanecía en su puesto para operar los aceleradores gemelos y los interruptores del motor para maniobrar el hidroavión hasta su posición.
Para facilitar las maniobras en el agua, el Cutty Sark incorporaba un flap paracaídas, compuesto por dos placas accionadas por resorte, articuladas a los lados del casco cerca del rediente y accionadas por el piloto. Estas placas servían como frenos para reducir la velocidad de rodaje en el agua, que, debido a la relativamente baja resistencia del casco y a los dos motores funcionando a velocidad suficiente para mantener el control, sería mucho mayor. Además, el flap paracaídas permitía cierto grado de dirección. Todos los pisos y paneles laterales del casco eran desmontables, lo que permitía inspeccionar o repintar el interior del revestimiento. Se aplicó una capa protectora de laca de celulosa Cerric tanto al interior como al exterior del casco, así como al ala y a otros componentes; todos los orificios de la superficie se sellaron cuidadosamente (a menudo con manguitos o prensaestopas), excepto los orificios de ventilación en el borde de fuga del ala.

### Aviones de producción
- A17/1: el prototipo G-AAIP voló por primera vez el 4 de julio de 1929. Lo adquirieron el capitán Campbell Shaw y el teniente de vuelo Tommy Rose para los Servicios Aéreos de la Isla de Man. Regresó a Cowes en 1933 tras sufrir daños por madera flotante.
- A17/2: el VH-UNV fue exportado a Australia por Matthews Aviation, que volaba por el estrecho de Bass entre Melbourne y Tasmania desde mayo de 1930. El 8 de noviembre de 1931, el avión fue empujado por el viento hacia un muelle en St. Kilda, y el Sr. E. Lloyd, un pasajero que intentó ayudarlo, murió al ser alcanzado por una hélice. En 1935, fue vendido a Pioneer Air Services. En 1937, fue vendido a Keith Caldwell, un joven piloto de barnstorming de Lindfield, Nueva Gales del Sur (que no debe confundirse con el as de caza neozelandés de la Segunda Guerra Mundial del mismo nombre);[11] el 15 de octubre de 1937, al mismo tiempo que se unía a Qantas como piloto, Caldwell vendió el VH-UNV por 700 libras esterlinas a la aerolínea como avión de entrenamiento. Fue dado de baja tras aterrizar en el agua con el tren de aterrizaje extendido el 5 de abril de 1938.
- A17/3: también conocido como "L3". Vendido a la RNZAF. Voló por primera vez el 3 de marzo de 1930 y luego fue enviado a Nueva Zelanda a bordo del SS Mataroa, donde fue reensamblado el 28 de mayo de 1930. Operó desde Hobsonville, Auckland, durante los siguientes seis años. Tras 221 horas y 5 minutos de vuelo, se consideró que su reparación era económicamente inviable. El L3 realizó su último vuelo el 23 de noviembre de 1936, tras lo cual sirvió como avión de instrucción. Fue desguazado en 1939.
- A17/4: G-AAVX, antes de ser vendido a Singapur como VR-SAA en 1930.
- A17/5: el G-ABBC, llamado "Progress I", operaba desde Blackpool hacia la Isla de Man por British Amphibious Airlines. Los intentos de reemplazarlo por un A.19 Cloud después de 1933 se vieron frustrados debido a la decisión de SARO de operar una aerolínea desde la Isla de Man.
- A17/6: adquirido por la Real Fuerza Aérea como S1575.
- A17/7: vendido a Hong Kong como VR-HAY.
- A17/8: sirvió en la Fuerza Aérea de Kwangsi en China, pero regresó a Gran Bretaña como G-AETI.
- A17/9: el único ejemplar monomotor. Matrícula G-ABVF y vendido al aviador japonés Seiji Yoshihara. El avión recibió el nombre de Hochi-Nippon para un vuelo transpacífico, pero se estrelló poco después de despegar desde Oakland, California.
- A17/10: registrado como G-ACDP a nombre de Air Service Training Ltd., utilizado por el No 3 E & RFTS hasta 1942. Equipado con motores radiales.
- A17/11: registrado G-ACDR a nombre de Air Service Training Ltd., utilizado por el No 3 E & RFTS hasta 1942.
- A17/12: matriculado como G-ADAF. Es posible que esta sea la máquina exportada a la República Dominicana en 1935 y dada de baja en 1942.

## Operadores

### Militares
República de China
- Fuerza Aérea de Kwangsi

 Nueva Zelanda
- Real Fuerza Aérea de Nueva Zelanda

 Reino Unido
- Real Fuerza Aérea

 República Dominicana
- Fuerza Aérea Dominicana: una aeronave.

## Especificaciones (A.17M, motores Genet Major)
Referencia datos: British Civil Aircraft 1919–1972: Volume III, Saunders and Saro aircraft since 1917

### Características generales
- Tripulación: Dos
- Capacidad: Dos pasajeros o hasta 231 kg de carga
- Longitud: 10,5 m (34,3 ft)
- Envergadura: 13,7 m (45 ft)
- Altura: 3,4 m (11,2 ft)
- Superficie alar: 30 m² (322,9 ft²)
- Peso vacío: 1236 kg (2724,1 lb)
- Peso cargado: 1753 kg (3863,6 lb)
- Planta motriz: 2× motor radial de 7 cilindros refrigerado por aire Armstrong-Siddeley Genet Major.
  - Potencia: 100 kW (138 HP; 136 CV) cada uno.
- Hélices: Bipala de madera de paso fijo
- Capacidad de combustible: 182 L en dos depósitos alares

### Rendimiento
- Velocidad máxima operativa (Vno): 172 km/h (107 MPH; 93 kt)
- Velocidad crucero (Vc): 150 km/h (93 MPH; 81 kt)
- Alcance: 507 km (274 nmi; 315 mi)
- Techo de vuelo: 2700 m (8858 ft)
- Régimen de ascenso: 2,5 m/s (492 ft/min)

## Aeronaves relacionadas

### Secuencias de designación
- Secuencia A._ (interna de Saunders): ← A.7 Severn - A.10 - A.14 - A.17 Cutty Sark - A.19 Cloud - A.21 Windhover - A.22 Segrave Meteor →